# Rubén Felgaer
Rubén Felgaer (Buenos Aires, 4 d'abril de 1981), és un jugador d'escacs argentí, que té el títol de Gran Mestre des de 2002.
A la llista d'Elo de la FIDE del desembre de 2020, hi tenia un Elo de 2572 punts, cosa que en feia el jugador número 5 (en actiu) de l'Argentina. El seu màxim Elo va ser de 2624 punts, a la llista d'octubre de 2005 (posició 76 al rànquing mundial).

## Resultats destacats en competició
Felgaer ha guanyat el Campionat absolut de l'Argentina cinc cops, el 2001, el 2007 (jugat el juny de 2008), el 2008 (jugat l'agost de 2008), el 2010 i el 2014. També ha estat bicampió Panamericà Juvenil.
El 2001, empatà al primer lloc al Torneig de Mar del Plata i fou 7è a Buenos Aires (14è Memorial Najdorf; el campió fou Anatoli Kàrpov). El 2003, empatà als llocs 2n-9è al torneig de Lido degli Estensi (el campió fou Artur Kogan). El 2004, va guanyar el Magistral Ciutat de Barcelona, i empatà als llocs 3r-5è a l'Havana (Memorial Capablanca; el campió fou Leinier Domínguez). Va participar en el Campionat del món de 2004, disputat per sistema eliminatori a Trípoli, però fou eliminat en segona ronda per Aleksei Dréiev.
El 2005, l'Obert Internacional Vila de Sort, empatà als llocs 2n-5è a Dos Hermanas (el campió fou Teimur Radjàbov), i fou 6è al torneig de Barcelona (el campió fou Vassil Ivantxuk). A finals d'any, va participar en la Copa del món de 2005 a Khanti-Mansisk, un torneig classificatori per al cicle del Campionat del món de 2007, on tingué una actuació raonable, i fou eliminat en segona ronda per Borís Guélfand.
El 2006 fou campió de l'Obert de La Pobla de Lillet amb 8 punts de 9, un punt més que el GM Azer Mirzoev. El maig de 2006 empatà al 2n-3r lloc al campionat de l'Argentina amb Diego Flores (el campió fou Fernando Peralta). L'octubre de 2006 va participar en un matx Buenos Aires vs Varsòvia, i empatà el seu duel particular contra Bartosz Soćko (1 : 1) al primer tauler a Buenos Aires (17è Festival Najdorf).
Entre l'agost i el setembre de 2011 participà en la Copa del món de 2011, a Khanti-Mansisk, un torneig del cicle classificatori pel Campionat del món de 2013, i hi tingué una actuació raonable; avançà fins a la segona ronda, quan fou eliminat per Yaroslav Zherebukh (1-3).
El 2010 la Fundació Konex li va atorgar el Premi Konex de Platí al millor escaquista de la dècada.

### Participació en competicions per equips
Felgaer ha participat, representant l'Argentina, en sis Olimpíades d'escacs, totes les edicions celebrades entre els anys 2002 i 2012, (amb un total de 25 punts de 54 partides, un 46,3%). A l'edició de 2002 hi participà com a MI, i a partir de 2004 com a GM.